# Qualea albiflora
Espèce
Qualea albiflora, le gonfolo gris, connu aussi sous le nom vernaculaire gonfolo, est une espèce de plantes à fleurs de la famille des Vochysiaceae. C'est un arbre présent en Amérique du Sud.

## Noms connus du bois
Noms scientifiques
- Qualea glaberrima Ducke
- Ruizterania albiflora (Warm.) Marc.-Berti
- Ruizterania albiflara (warm) marcano berti

Nom vernaculaire
- en Guyane : le gofolo